# Asikan Sylvester
Asikan Sylvester (1690-1769) was een aanvoerder van een groep Surinaamse Marrons. Hij was de voorganger van de bekende vrijheidsstrijder Boni. 
In 1712 ontstond in Suriname verwarring op plantages door de Cassard-expeditie van de Franse plunderaar Jacques Cassard (1679-1740). In deze verwarring zagen 'zoutwaternegers' (direct uit Afrika op de plantage tewerkgestelde slaven) kans om te ontsnappen.
Asikan Sylvester was een van hen. Hij vormde een groep met een sterke structuur en zag kans om met hen uit de handen van premiejagers te blijven. Meer dan vijftig jaar had hij de leiding over de groep. In 1765 droeg hij die over aan Boni. 
In 1769 werd Asikan Sylvester in doodzieke toestand bij toeval aangetroffen door een patrouille. Ze brachten hem als gevangene naar Fort Zeelandia waar hij aan zijn ziekte bezweek. Postuum kreeg hij alsnog de toen gebruikelijke straf voor een gevangen Marron: hij werd onthoofd, en zijn hoofd werd op een paal gespietst.